# 賈琰
賈琰（10世纪—977年），字季华，真定府获鹿县（今河北省获鹿县）人，北宋官员。后晋中书舍人、给事中贾纬的儿子。
賈琰以恩荫担任临淄、雍丘主簿，通判澧州。晋王赵光义作为开封府尹，奏以賈琰为开封府推官，加左赞善大夫。赵光义即位为宋太宗，拜为左正议大夫、枢密直学士，擢升为三司副使。賈琰风神峻整，有吏才，在赵光义幕府五年，勤于职守。兄弟五人，賈琰最小，賈琰为官而兄长们相继死去。照顾诸兄遗孤，聚族将近百口，分给衣食，家庭中没有不好的话，士大夫以此称道。太平兴国二年，賈琰卒。

## 子孙
- 子：贾湜，官至军器库使。交阯黎桓篡丁璿，宋朝派孙全兴将兵讨伐。贾湜与王僎同掌军事，黎桓诈降，孙全兴相信而兵败，贾湜与王僎因失律被诛杀。
  - 孙：贾昌符，贾湜子，赐同学究出身。
- 子：贾汾，官至殿中丞。
  - 孙：贾昌龄，贾汾子，第进士，为屯田员外郎。
  - 侄孙：賈昌朝，宋仁宗时宰相